# XX Reunião Ordinária do Conselho do Mercado Comum
A XX Reunião Ordinária do Conselho do Mercado Comum ocorreu em junho de 2001, na cidade de Assunção.

## Participantes
Representando os estados-membros
- Fernando Henrique Cardoso
- Fernando de la Rúa
- Jorge Batlle
- Luis Ángel González Macchi

## Decisões
A reunião produziu oito decisões:
- 02/01:Acordo-Quadro sobre Meio Ambiente do Mercosul;
- 03/01:Programa de Ação do Mercosul de Combate aos Ilícitos no Comércio Internacional;
- 04/01:Política Automotiva do Mercosul;
- 05/01:Grupo de Alto Nível para Examinar a Consistência e Dispersão da Tarifa Externa Comum;
- 06/01:Tarifa Externa Comum;
- 07/01:Adequação dos Prazos do Programa de Relançamento do Mercosul;
- 08/01:Negociações com Terceiros Países.